# Inkoopvereniging
Een inkoopvereniging is een vereniging van meerdere inkopende organisaties die samen aankopen, met als doel betere voorwaarden te kunnen bekomen door een grotere marktmacht. Voorbeelden
van inkoopverenigingen zijn de Verenigde Europese Visserijcoöperaties, MAXXAM C.V. en de Superunie.
Een inkoopvereniging kan ook een beroepsorganisatie zijn van inkopers. De internationale federatie van inkooporganisaties (IFPSM) erkent per land of regio slechts één inkooporganisatie. In Nederland is de Nederlandse Vereniging voor Inkoopmanagement erkend. Gezien de bijzondere staatsstructuur is voor België zowel een Vlaamse organisatie als een Waalse organisatie erkend.

## Internationale organisatie van inkoopverenigingen
De International Federation of Purchasing and Supply Management (IFPSM) groepeert 43 nationale of regionale inkoopverenigingen wereldwijd met in het totaal meer dan 200.000 inkopers wereldwijd uit de bedrijfswereld en de overheid. IFPSM is een niet-politieke, onafhankelijke vereniging zonder winstoogmerk, geregistreerd in Aarau, Zwitserland. 
Binnen de federatie zijn de Amerikaanse, Britse en Nederlandse verenigingen de sterkst uitgebouwde verenigingen, zo bedroeg het inkomen van het Institute for Supply Management (Verenigde Staten) 15.716.805 dollar in het belastingjaar 2005-2006. De Nederlandse Vereniging voor Inkoopmanagement had in 2007 meer dan 5000 leden.

## Nationale inkoopverenigingen
- België: Vereniging voor Inkoop en Bedrijfslogistiek
- Nederland: NEVI (Nederlandse Vereniging voor Inkoopmanagement)
- Groot-Brittannië: Chartered Institute of Purchasing and Supply
- Verenigde Staten: National Institute for Supply Management